# Narok
Narok este un oraș din Kenya.